# Врицька улоговина
Врицька улоговина (Vrícka kotlina) — гірський масив в Словаччині; геоморфологічна підодиниця масиву Лучанська Фатра.. Місце розташування — Жилінський край. Протікає річка Вриця.